# Közönséges ökörszemlepke
A közönséges ökörszemlepke (Aphantopus hyperantus) a valódi lepkék alrendjébe tartozó tarkalepkefélék (Nymphalidae) családhoz tartozó faj.

## Jellemzői
Sötétbarna lepke, fekete, sárgásbarna színnel keretezett szemfoltokkal, amelyek a fonákján erősebben, felszínén gyengébben rajzoltak. A szemfoltok száma és színe erősen változékony. Fonákján a szemfoltoknak fehér pupillájuk van, ami a világos keretet még jobban kihangsúlyozza.
Hasonló faj az ezüstsávos szénalepke (Coenonympha oedippus), de annak fonáka inkább sárgásbarna, mint szürkésbarna.

## Élőhelye
Változatos típusú helyeken él. Különösen nedves réteken, erdővágásokban gyakori, de virágos mezőkön, utak mentén, hegyvidéken 1500 méter magasságig.

## Elterjedése
Európa, a 64. szélességi körig, de hiányzik Észak-Angliából és Skandináviából. Délen az Ibériai-félsziget nagy részén sem él, de már a Pireneusokban elterjedt. Nem található Olaszországban, Görögországban és az Égei-tenger szigetein. A Kárpát-medencében elterjedt.

## Gyakorisága
Sok helyütt gyakori, némely nyáron kifejezetten közönséges. A lepkék lassan, a fű között „szökdécselve” repülnek. Ahogy letelepszenek, rögtön összecsukják a szárnyukat.

## Repülési ideje
Egynemzedékes, júliustól augusztusig.

## Hernyója
Szeptembertől májusig, a hernyó áttelel. A fű között barnásszürke színezete és finom hosszanti csíkozottsága miatt észrevehetetlen.

## Tápnövénye
Ősszel frissen kikelt hernyó alig táplálkozik, mivel szeptemberre tápnövényei kiégnek. Tulajdonképpen tavasszal, amikor a különböző sás- és fűfélék friss hajtásai előbújnak, kezdi meg igazi életét. Éjjel táplálkozik.